# Bertrand Hémonic
Bertrand Hémonic, né le 23 novembre 1979 à Pontivy, est un champion français de canoë.

## Biographie
Il a été étudiant à l'INSA Rennes dans la filière Sportif de Haut Niveau. Il a été diplômé en 2003 du département EII (électronique et informatique industrielle).
Il est licencié au club de Saint-Grégoire. Après s'être imposé lors des championnats du monde de marathon en 2003 puis des médailles de bronze aux championnats du monde de marathon en 2004 et 2006 toujours en canoë monoplace, il s'est mis à la course en ligne et obtient une qualifications aux Jeux olympiques de 2008 en canoë biplace avec William Tchamba.

## Palmarès

### Jeux olympiques d'été
- Titulaire, 2008, voir Canoë-kayak aux Jeux olympiques de 2008

### Championnats du monde
- En course en ligne :
  - Médaillé de bronze aux championnats du monde 2009 en relais C1 4x200m
- En marathon :
  - Champion du monde en 2003
  - médaille de bronze aux championnats du monde en 2004 et 2006

### Championnats d'Europe
- En marathon :
  - Vice-Champion d'Europe en 2005